# NGC 4175
NGC 4175 est une galaxie spirale située dans la constellation de la Chevelure de Bérénice. NGC 4175 a été découverte par l'astronome germano-britannique William Herschel en 1785.

## Caractéristiques
NGC 4175 présente une large raie HI et elle renferme des régions d'hydrogène ionisé. 

### Distance
Sa vitesse par rapport au fond diffus cosmologique est de 4 224 ± 21 km/s, ce qui correspond à une distance de Hubble de 62,3 ± 4,4 Mpc (∼203 millions d'al).
À ce jour, trois mesures non basées sur le décalage vers le rouge (redshift) donnent une distance de 36,100 ± 2,476 Mpc (∼118 millions d'al), ce qui est loin à l'extérieur des valeurs de la distance de Hubble. Notons cependant que c'est avec la valeur moyenne des mesures indépendantes, lorsqu'elles existent, que la base de données NASA/IPAC calcule le diamètre d'une galaxie et qu'en conséquence le diamètre de NGC 4175 pourrait être d'environ 38,1 kpc (∼124 000 al) si on utilisait la distance de Hubble pour le calculer.

### Luminosité dans l'infrarouge
La luminosité de la galaxie NGC 4175 dans l'infrarouge lointain (de 40 à 400 µm)  est égale à 5,25 × 1010 {\displaystyle L_{\odot }} (1010,72{\displaystyle L_{\odot }}) et sa luminosité totale dans l'infrarouge (de 8 à 1 000 µm) est de 6,46 × 1010 {\displaystyle L_{\odot }} (1010,81{\displaystyle L_{\odot }}).

## Groupe compact de Hickson 61

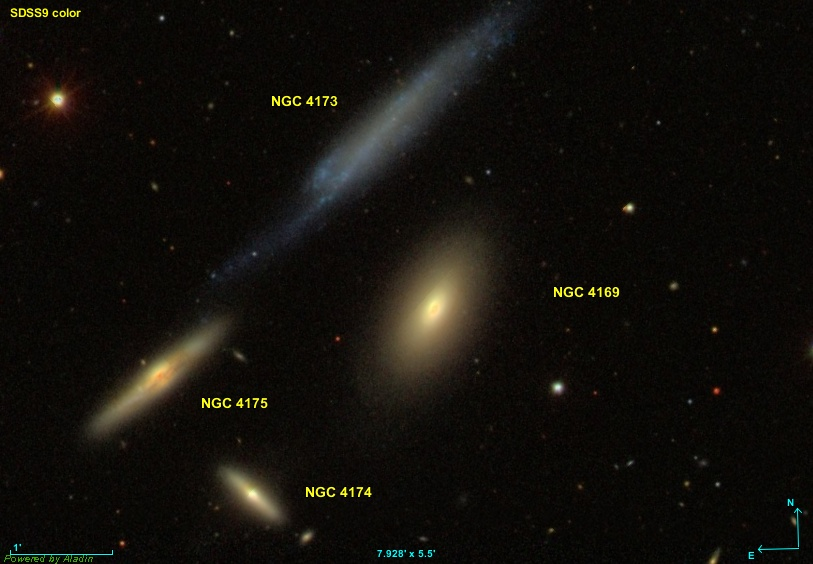
« The Box », le groupe compact de Hickson 61.

Avec les galaxies NGC 4169 (HGC 61A), NGC 4173 (HGC 61B) et NGC 4174 (HGC 61D), NGC 4175 forment le groupe compact de Hickson 61. On donne aussi le nom de « The Box » à ce groupe. 
Trois galaxies de ce quatuor (NGC 4169, NGC 4175 et NGC 4175) font partie du groupe de NGC 4185. L'autre galaxie, NGC 4173, fait partie d'un autre groupe, celui de NGC 4274.

## Groupe de NGC 4185
Selon A.M. Garcia, la galaxie NGC 4175 fait partie d'un groupe de galaxies qui compte au moins 13 membres, le groupe de NGC 4185. Les membres du groupe sont dans l'ordre de la liste de Garcia NGC 4131, NGC 4134, NGC 4169, NGC 4174, NGC 4175, NGC 4185, NGC 4196, NGC 4253, NGC 4132, MCG 5-29-24, MCG 5-29-35, UGC 7221 et UGC 7294.
Dans un article publié en 1998, Abraham Mahtessian mentionne aussi l'existence de ce groupe, mais les cinq dernières galaxies de la liste de Garcia n'y sont pas.